# Pieter de Zeelander

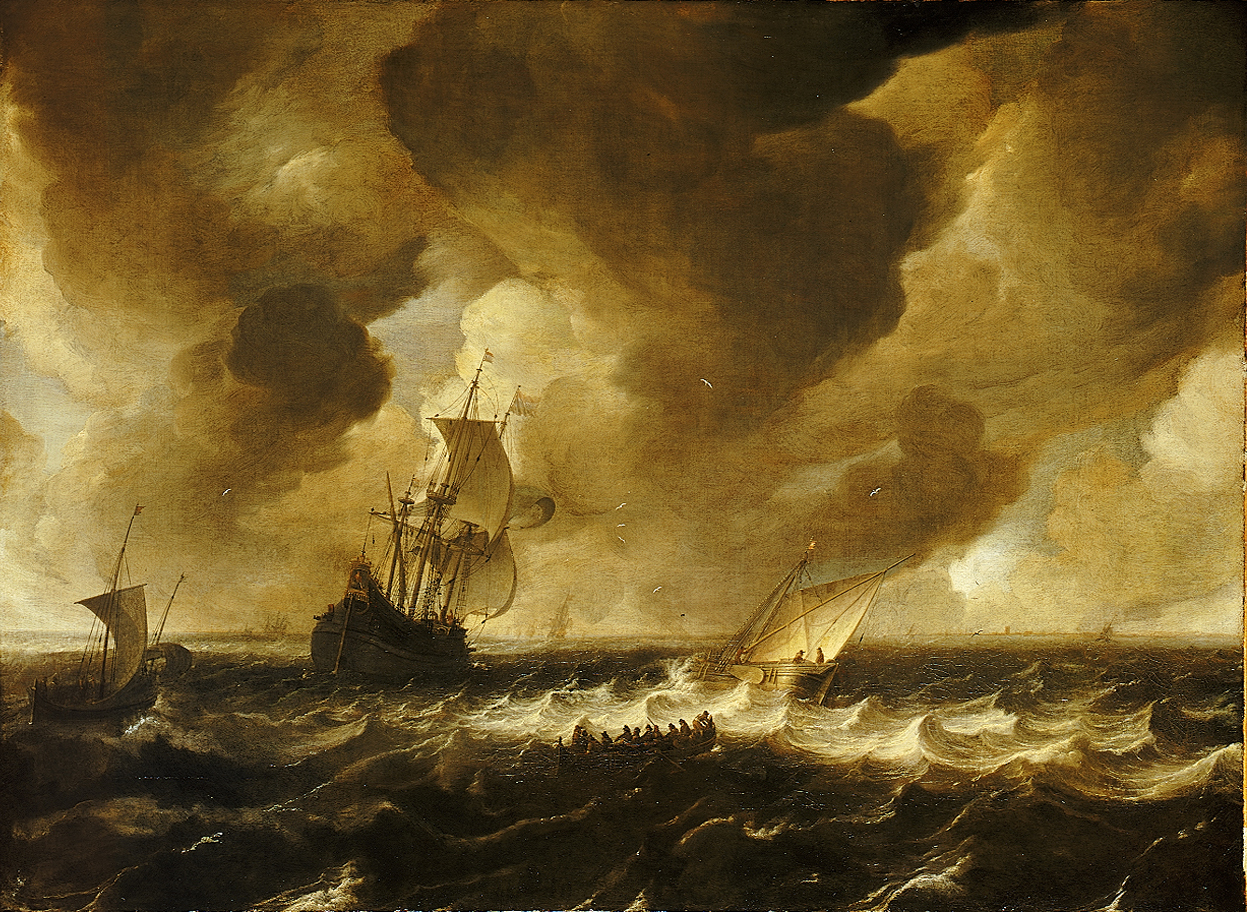

Pieter de Zeelander (surnommé Kaper), né vers 1620 à Haarlem et peut-être mort après 1650 à Rome, est un peintre hollandais spécialisé dans les paysages marins.

## Biographie
On ne sait rien au sujet de sa formation. Il se rend à Rome en 1648. Pieter de Zeelander est un peintre de marine de l'École hollandaise. Il est membre des Bentvueghels, une association d'artistes principalement hollandais et flamands travaillant à Rome. On lui a donné le surnom de "Kaper", qui signifie corsaire. Il n'y a aucune autre information connue sur lui et on croit qu'il est mort à Rome.